# Апохромат

Хроматические аберрации в простой линзе.

Схема хода лучей различных длин волн в трёхлинзовом апохромате.

Пример графика сдвига фокуса для различных длин волн в апохроматической линзе.

Апохрома́т — оптическая конструкция, у которой исправлены сферическая аберрация и хроматические аберрации для трёх и более цветов. Как правило, является усложнённым ахроматом с линзами из стекла специальных сортов (например, курцфлинт) и некоторых иных кристаллов (флюорит, квасцы).
В отличие от ахроматических оптических систем, у которых фокусное расстояние совпадает для двух различных длин волн, в апохроматических системах фокусное расстояние уравнено в трёх точках спектра, и вторичный спектр исправлен. Системы, в которых вторичный спектр исправлен не полностью, но существенно уменьшен, называются полуапохроматами.
Обычно расчёт апохроматических линз ведётся для длин волн 434 нм, 546 нм и 656 нм, однако объективы, предназначенные для инфракрасной и ультрафиолетовой съёмки, могут иметь и другие расчётные точки спектры.
Различные конструкции апохроматов используются в телескопах, микроскопах, как фотообъективы и т. п.

## Апохроматические фотообъективы
Названия таких объективов обычно начинаются с приставки «Апо», например: «Апотессар», «Апопланар» и т. д. В СССР выпускался репродукционный объектив «Индустар-11», применявшийся в репродукционной технике и при различных научных съёмках.